# Paul Hörbiger
Paul Hörbiger (29 de abril de 1894 - 5 de marzo de 1981) fue un actor teatral y cinematográfico austriaco.

## Biografía
Nacido en Budapest, Austria Hungría, su padre era Hans Hörbiger, un ingeniero que escribió la teoría Welteislehre acerca de una cosmología glacial, y su hermano menor el también actor Attila Hörbiger. En 1902 la familia se asentó en Viena, y Paul estudiaba en el gymnasium de Sankt Paul im Lavanttal. Durante la Primera Guerra Mundial sirvió en un regimiento de artillería de montaña del ejército austrohúngaro, licenciándose en 1918 con el empleo de teniente.
Paul Hörbiger empezó su carrera de actor en 1919 en el teatro de Liberec, y a partir de 1920 actuó en la Ópera Estatal de Praga. En 1926 se acrecentó su fama al ser empleado por Max Reinhardt para actuar con la compañía del Deutsches Theater de Berlín, alcanzando su mejor momento cuando entró en 1940 en el Burgtheater de Viena. En el Festival de Salzburgo de 1943 encarnó a Papageno en La flauta mágica, de Wolfgang Amadeus Mozart, teniendo como compañera de reparto a Gusti Huber.
Desde 1928 en adelante actuó en más de 250 filmes, principalmente comedias ligeras del género del Cine Vienés, popular entre el público austriaco y alemán en las décadas de 1930 y 1940. En 1936 fundó su propia productora cinematográfica, Algefa, junto con el E. W. Emo. Aunque en 1938 había aclamado públicamente el Anschluss de Austria a la Alemania nazi, y había continuado su carrera actuando en filmes de propaganda nazi como Wunschkonzert o Die grosse Liebe, al final de la Segunda Guerra Mundial fue arrestado y condenado a muerte por los nazis por traición. El motivo fue que ayudó a numerosos colegas judíos vieneses a huir a Suiza.
Finalizada la guerra siguió siendo uno de los más populares actores de lengua alemana, participando en numerosas producciones del género Heimatfilme. Además, encarnó a personajes del tipo vienés de corazón alegre, o a cantantes de locales Heuriger, actuando en muchas ocasiones junto a Hans Moser y el director Franz Antel. Entre sus películas más conocidas figuran El tercer hombre (1949), Hallo Dienstmann, Raub der Sabinerinnen (1954), Mädchenjahre einer Königin (1954), Die Deutschmeister (1955) y Charley’s Tante (1956). De 1947 a 1949 Hörbiger presidió el club de fútbol First Vienna FC.
En sus últimos años se concentró de nuevo en la actuación teatral, trabajando en el Burgtheater. Su última actuación tuvo lugar en 1980 en el Burgtheater en la pieza Komödie der Eitelkeit, de Elías Canetti, con dirección de Hans Hollmann.

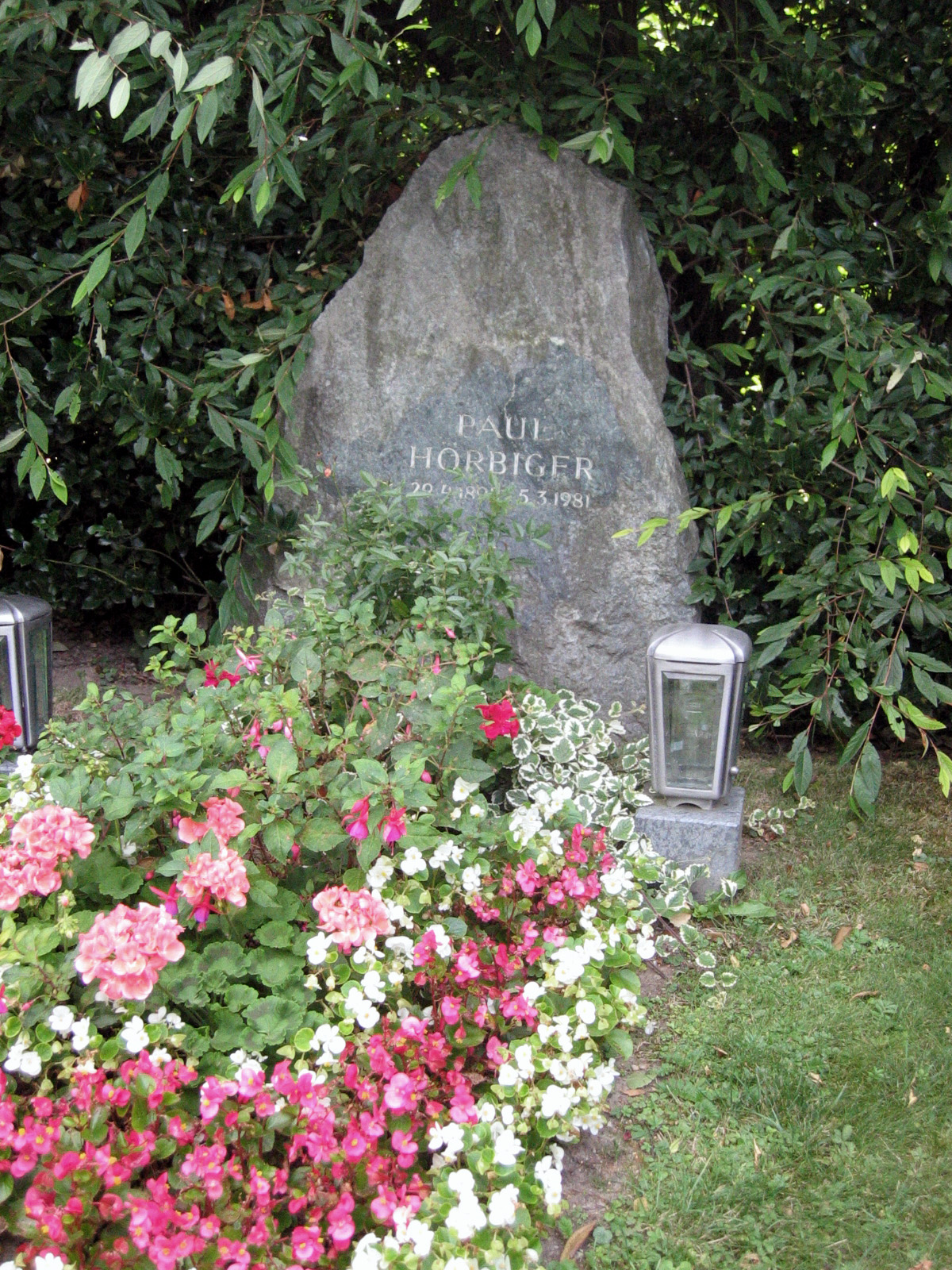
Tumba de Paul Hörbiger en el Cementerio Zentralfriedhof de Viena

## Vida personal
En 1921 se casó con la actriz Josepha Gettke, con la que tuvo cuatro hijos. Hörbiger falleció en Viena, Austria, en 1981, a los 86 años de edad. Fue enterrado en el Cementerio Zentralfriedhof de Viena. Los actores Christian Tramitz y Mavie Hörbiger son nietos suyos.

## Selección de su filmografía
- Heut' spielt der Strauss (1928)
- The Gallant Hussar (1928)
- Die große Abenteuerin (1928)
- Das grüne Monokel (1929)
- Spione (1928), de Fritz Lang
- Der Zinker (1931)
- Der Kongreß tanzt (1931)
- Paprika (1932)
- Liebelei (1933), de Max Ophüls
- Walzerkrieg (1933)
- Die Csárdásfürstin (1934)
- Florentine (1937)
- Heimat (1938)
- Der Opernball (1939)
- Wunschkonzert (1940)
- Die grosse Liebe (1942)
- El tercer hombre (1949)
- 1. April 2000 (1952)
- Die Privatsekretärin (1953)
- Charley's Tante (1956)
- Sebastian Kneipp (1958)
- Das hab ich von Papa gelernt (1964)

## Premios
- Staatsschauspieler (Actor del estado - 1942)
- Condecoración de Honor en Oro por los Servicios a la República de Austria]] (1964)
- Medalla de la capital de Austria, Viena (1964)
- Kammerschauspieler (Actor de cámara - 1969)
- Premio del Cine Alemán a su trayectoria artística (1969)
- Anillo Girardi (1972)
- Cruz de Honor Austriaca de Primera Clase para la Ciencia y el Arte (1974)
- Anillo Honorario de Viena (1977)
- Anillo Nestroy (1980)